# Heterusia combana
Heterusia combana är en fjärilsart som beskrevs av Druce 1893. Heterusia combana ingår i släktet Heterusia och familjen mätare. Inga underarter finns listade i Catalogue of Life.